# Empidonax wrightii
Empidonax wrightii là một loài chim trong họ Tyrannidae.

## Hình ảnh

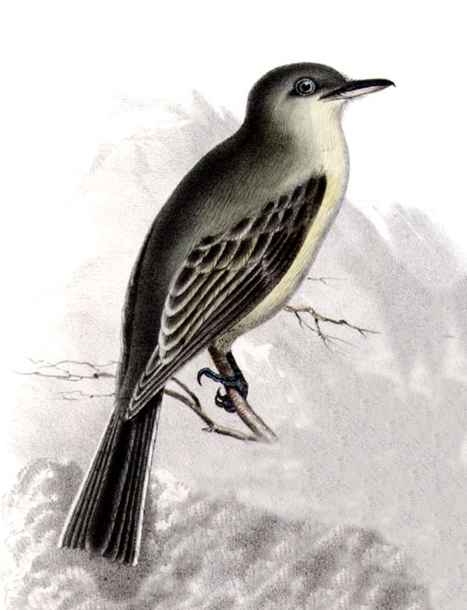
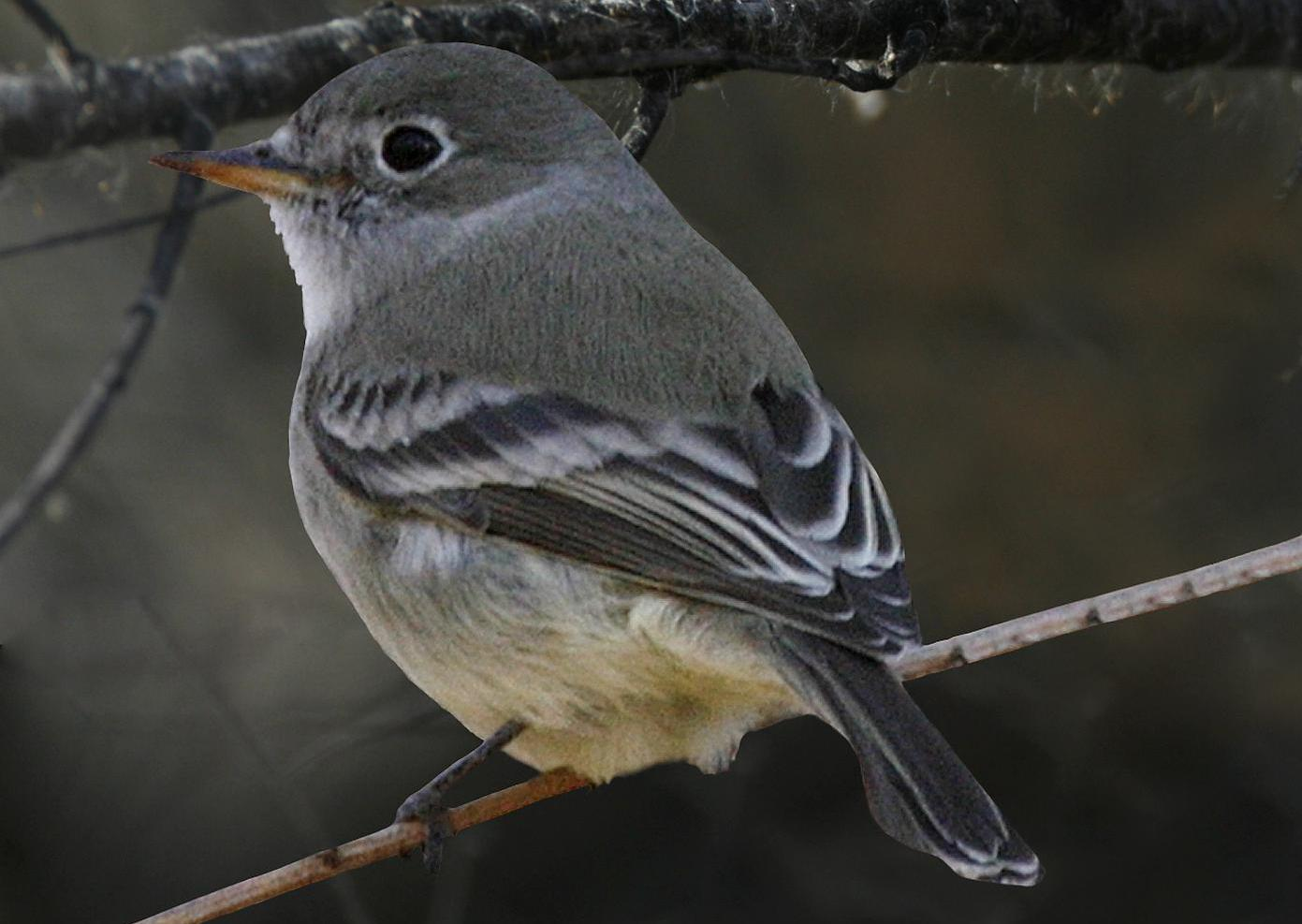